# Iwo Odrowąż
Iwo Odrowąż herbu Odrowąż (ur. około 1160, zm. 21 lipca 1229 w Modenie) – kanclerz Leszka Białego (1206–1218) i biskup krakowski (od 1218). Wybrany przez kapitułę otrzymał zatwierdzenie papieskie 29 września 1218.

## Życiorys
Pochodził z rodziny Odrowążów, która majątek miała na terenach dzisiejszego powiatu koneckiego. Najprawdopodobniej urodził się w Końskich, a czasy wczesnego dzieciństwa spędził w Odrowążu (gm. Stąporków). Był synem Saula Odrowąża z Końskich.
W młodości przebywał w Paryżu oraz we Włoszech gdzie pobierał nauki. Znaczny  wpływ  wywarło  na  niego paryskie  środowisko  naukowe,  zwłaszcza  dom  kanoników  regularnych św.  Wiktora. Przebywając za granicą, poznał się z późniejszymi papieżamiː Honoriuszem III oraz Innocentym III. Po śmierci Henryka Kietlicza, Iwo zgłosił swoją kandydaturę na stanowisko arcybiskupa gnieźnieńskiego i uzyskał bullą z 4 listopada 1219 prowizję papieską wraz ze zwolnieniem od obowiązków biskupa krakowskiego. Zmuszony był jednak zrezygnować ze swojej kandydatury i powrócić do Krakowa.
W latach 1220–1224, jako biskup krakowski, wybudował we wsi Końskie kościół pod wezwaniem św. Mikołaja, ustanawiając w Końskich parafię. Następnie w 1229 ufundował kościół w Daleszycach.
W 1222 roku, m.in. dzięki jego staraniom, przybył do Polski z Bolonii zakon dominikanów, z pierwszym polskim zakonnikiem Jackiem Odrowążem, który w 1594 roku został uznany świętym. W 1220 sprowadził zakon duchaków na Prądnik i powierzył im opiekę nad szpitalem. Prawdopodobny fundator kościoła w Wysocicach w początkach XIII wieku. W 1222 w Kacicach koło Słomnik założył klasztor cystersów, których następnie przeniósł do Mogiły. Rozwinął akcję osadniczą w krakowskich dobrach biskupich. Czynił nadania dla klasztorów cysterskich w Sulejowie i Wąchocku oraz klasztorów norbertańskich w Hebdowie i Imbramowicach. Imbramowice były rodową fundacją Odrowążów, gdzie siostra biskupa była ksienią. Ufundował też dwa kościoły krakowskie: pw. św. Ducha i pw. św. Krzyża. Był posiadaczem najstarszej znanej polskiej prywatnej biblioteki (32 kupowane za granicą kodeksy), którą w testamencie przekazał katedrze wawelskiej.
W roku 1226 doszło do gwałtownego sporu między Iwonem a Wawrzyńcem o pierwszeństwo, zakończonego demonstracyjnym opuszczeniem synodu przez biskupa krakowskiego.
Wziął udział w wiecu książąt i biskupów w Gąsawie w listopadzie 1227 roku. Uczestniczył w wiecu Władysława III Laskonogiego z biskupami i możnymi w Cieni w 1228 roku, na którym książę wydał przywilej.
Najprawdopodobniej w kwietniu 1219 roku, udał się do Włoch. Spotkał się tam z Grzegorzem IX, z którym udało mu się wyjednać bulle protekcyjne dla trzech małopolskich klasztorówː w Tyńcu, w Sulejowie i w Dłubni (Imbramowicach - klasztor obecnie na terenie wsi Imbramowice był założony nad Dłubnią, w okolicy noszącej tę samą nazwę. Dłubnia to nazwa rzeki jak i obszaru nad nią położonego. Na tym terenie później wyodrębniła się wieś Imbramowice). Papież  mianował go również rozjemcą w sporze o granice między biskupstwem wrocławskim i  ołomunieckim. Nie udało mu się wrócić jednak do kraju, zmarł w Modenie 12 lipca 1229.
Zwłoki biskupa zostały sprowadzone przez przeora dominikanów Wincentego z Kielczy i pochowane w kościele dominikańskim św. Trójcy w Krakowie. Aż do początku XIX wieku bp Iwo Odrowąż był czczony jako błogosławiony. Kult żywy był szczególnie w krakowskim klasztorze dominikanów.

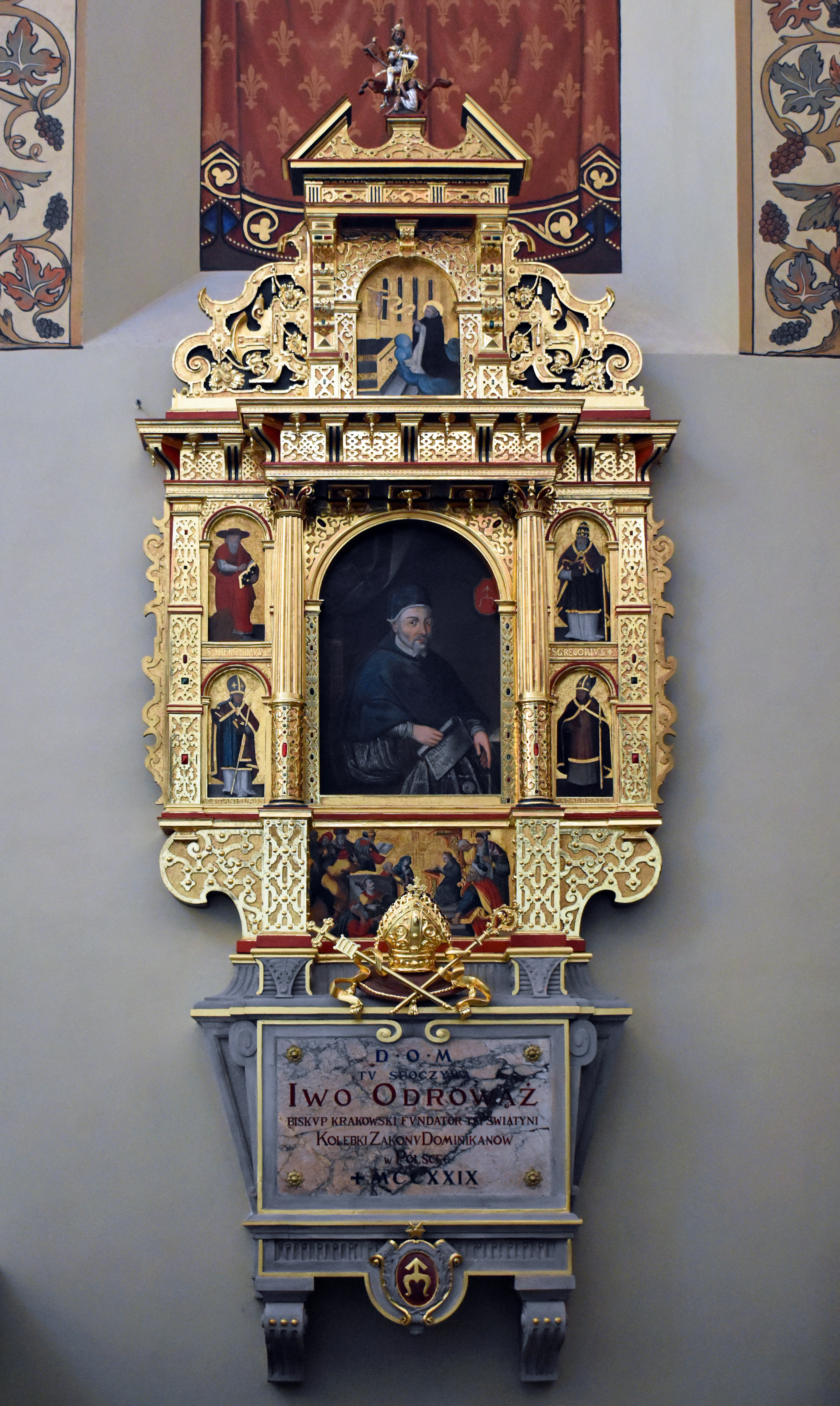
Grób Iwona Odrowąża w kościele Świętej Trójcy w Krakowie.
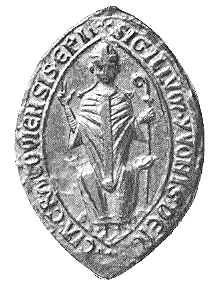
Pieczęć Iwona Odrowąża
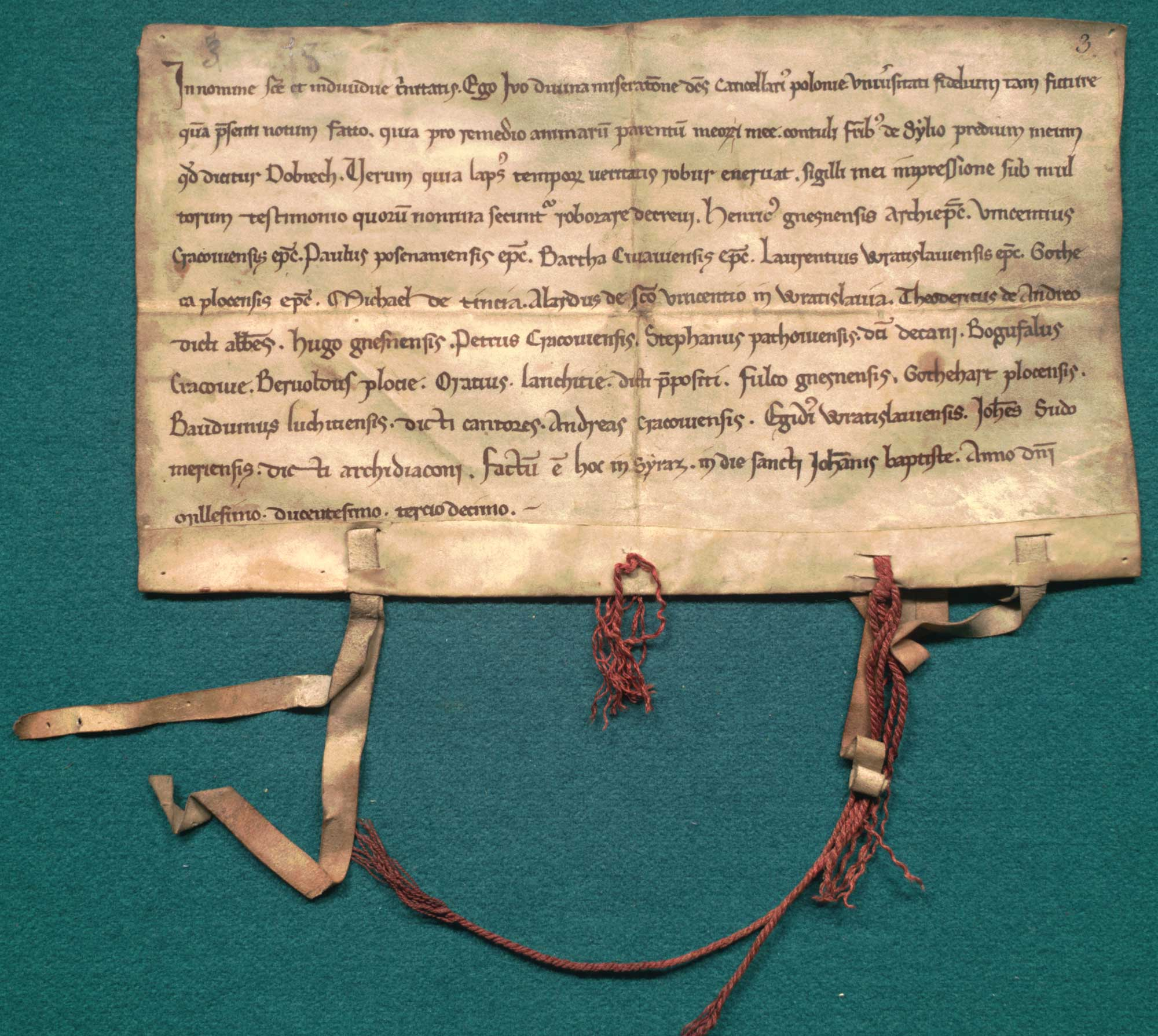
Iwo nadaje klasztorowi cystersów w Sulejowie włość Dóbrcz 1213.
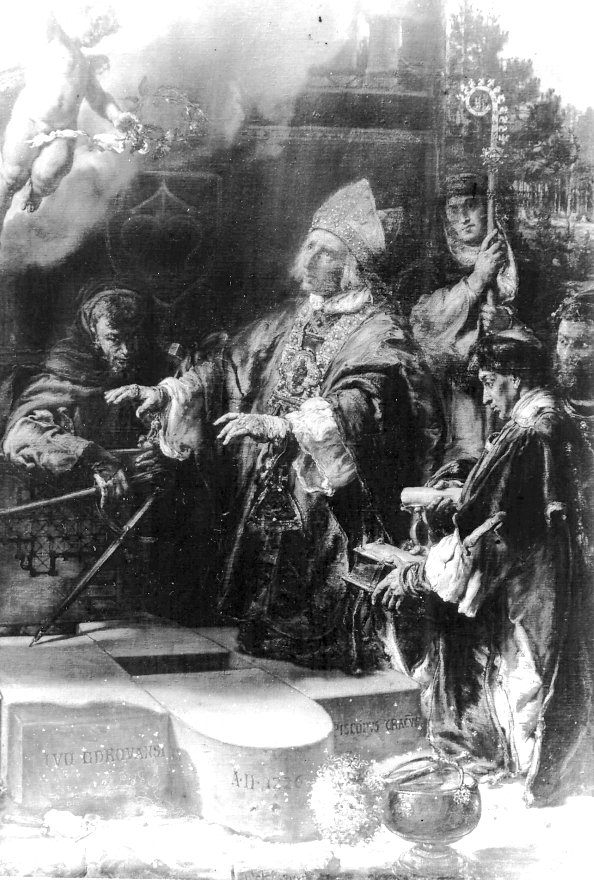
Biskup Iwo Odrowąż poświęca kamień węgielny pod budowę kościoła w Iwoniczu w 1226 roku, obraz Jana Matejki
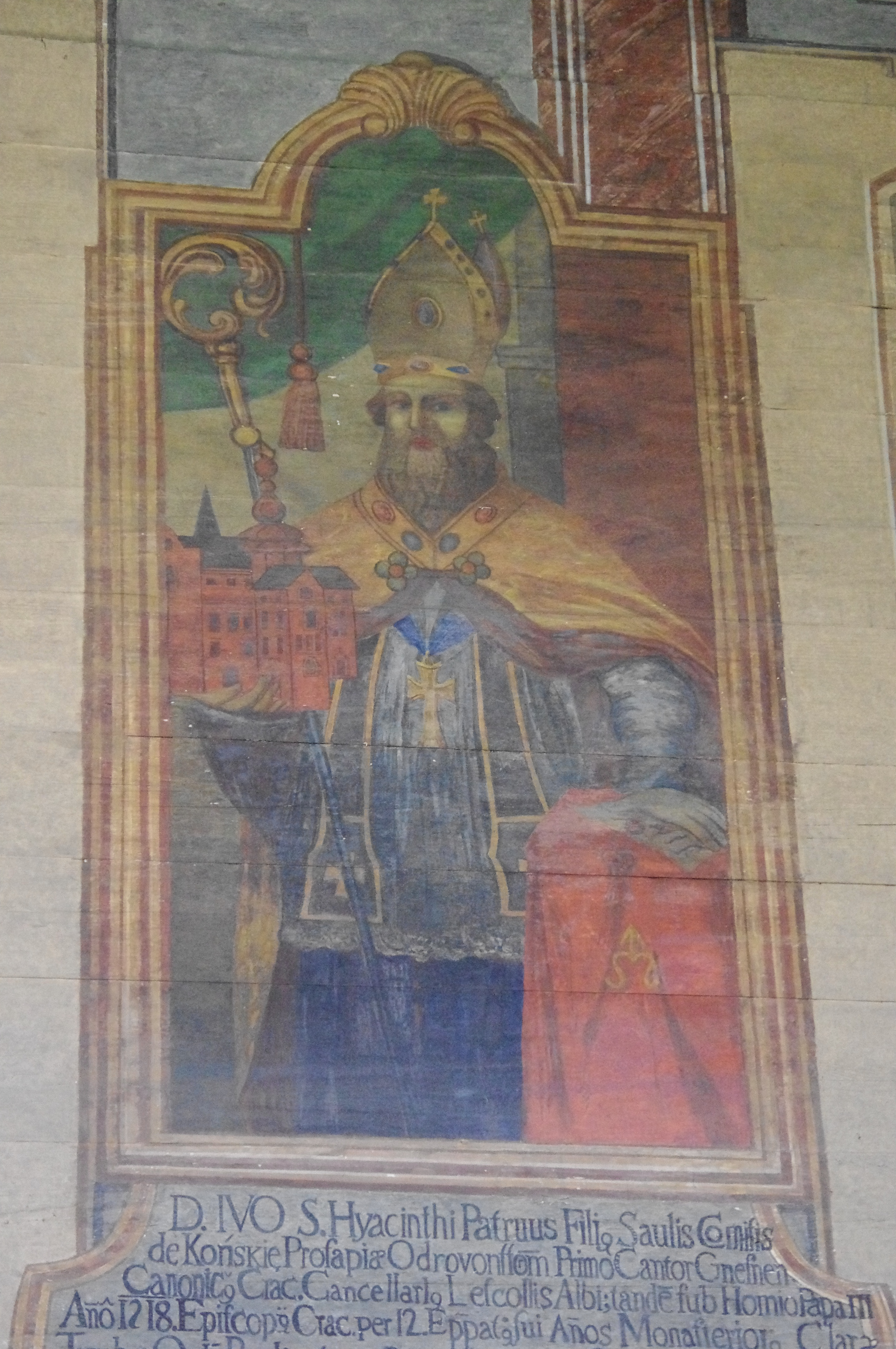
Iwo Odrowąż na polichromii w Mogile